# جيرارد ستمبريدج
جيرارد ستمبريدج (بالإنجليزية: Gerard Stembridge)‏ هو كاتب سيناريو ومخرج وممثل أيرلندي، ولد في 1958 بمقاطعة ليمريك في جمهورية أيرلندا.

## أعمال

### أفلام
- (2000) عن آدم[5][6]

## وصلات خارجية
- جيرارد ستمبريدج على موقع IMDb (الإنجليزية)
- جيرارد ستمبريدج على موقع ألو سيني (الفرنسية)
- جيرارد ستمبريدج على موقع أول موفي (الإنجليزية)
- جيرارد ستمبريدج على موقع ديسكوغز (الإنجليزية)
- جيرارد ستمبريدج على موقع قاعدة بيانات الفيلم (الإنجليزية)
- جيرارد ستمبريدج على موقع كينوبويسك (الروسية)